# Ángelo Preciado
Ángelo Smit Preciado Quiñónez (Shushufindi, 18 februari 1998) is een Ecuadoraans voetballer die sinds januari 2021 uitkomt voor het Belgische KRC Genk. Preciado speelt als rechtervleugelverdediger

## Clubcarrière

### Ecuador
Preciado kreeg zijn opleiding bij América de Quito gelegen in Quito, de hoofdstad van Ecuador. Als zeventienjarige kwam hij terecht bij topclub Independiente DV, hier werd hij midden 2018 titularis. Met zijn club won Preciado in 2019 de Copa Sudamericana, de Zuid-Amerikaanse tegenhanger van de Europa League. In de finale werd het Argentijnse CA Colón met 3-1 verslagen. Preciado kwam in de finale niet in actie, hoewel hij tijdens het toernooi in quasi elke wedstrijd had meegespeeld.

### KRC Genk
Op 28 december 2020 maakte de Belgische eersteklasser KRC Genk officieel bekend dat het een akkoord had met Independiente om Preciado over te nemen. Bij Genk moet hij de vervanger worden van vaste rechtsachter Joakim Mæhle die naar het Italiaanse Atalanta Bergamo vertrok. Genk kreeg af te rekenen met de concurrentie van Zuid-Amerikaanse grootheden als CA Boca Juniors, CA River Plate, CR Flamengo en SE Palmeiras, maar uiteindelijk won Genk de strijd om de Ecuadoriaan. Genk betaalde drie miljoen euro voor Preciado.
Preciado mocht op 16 januari 2021 debuteren als basisspeler in de uitwedstrijd tegen Royal Excel Moeskroen. Genk verloor deze wedstrijd echter wel met 0-2, Preciado zelf speelde 53 minuten waarna hij werd gewisseld voor Bastien Toma. In zijn eerste halve seizoen speelde hij tien wedstrijden voor Genk. Hij won ook de Beker van België, hoewel hij dat seizoen niet in actie kwam in het bekertoernooi.

## Interlandcarrière
Preciado maakte op 12 oktober 2018 zijn interlanddebuut voor Ecuador: in een oefeninterland tegen Qatar viel hij tijdens de rust in voor Stiven Plaza.
| Interlands van Ángelo Preciado  | Interlands van Ángelo Preciado  | Interlands van Ángelo Preciado  | Interlands van Ángelo Preciado  | Interlands van Ángelo Preciado  | Interlands van Ángelo Preciado  | Interlands van Ángelo Preciado  |
| No.                             | Datum                           | Wedstrijd                       | Uitslag                         | Soort Wedstrijd                 | Doelpunten                      |                                 |
| Als speler bij Independiente DV | Als speler bij Independiente DV | Als speler bij Independiente DV | Als speler bij Independiente DV | Als speler bij Independiente DV | Als speler bij Independiente DV | Als speler bij Independiente DV |
| ------------------------------- | ------------------------------- | ------------------------------- | ------------------------------- | ------------------------------- | ------------------------------- | ------------------------------- |
| 1.                              | 12 oktober 2018                 | Qatar – Ecuador                 | 4 – 3                           | Vriendschappelijk               | -                               |                                 |
| 2.                              | 16 oktober 2018                 | Oman – Ecuador                  | 0 – 0                           | Vriendschappelijk               | -                               |                                 |
| 3.                              | 26 maart 2019                   | Honduras – Ecuador              | 0 – 0                           | Vriendschappelijk               | -                               |                                 |
| 4.                              | 8 oktober 2020                  | Argentinië – Ecuador            | 1 – 0                           | Kwalificatie WK 2022            | -                               |                                 |
| 5.                              | 13 oktober 2020                 | Ecuador – Uruguay               | 4 – 2                           | Kwalificatie WK 2022            | -                               |                                 |
| 6.                              | 12 november 2020                | Bolivia – Ecuador               | 2 – 3                           | Kwalificatie WK 2022            | -                               |                                 |
| 7.                              | 17 november 2020                | Ecuador – Colombia              | 6 – 1                           | Kwalificatie WK 2022            | -                               |                                 |
| Totaal                          | Totaal                          | Totaal                          | Totaal                          | Totaal                          | 0                               |                                 |

Bijgewerkt tot 30 januari 2021

## Erelijst
| Competitie        |                  |                  |                  |                  |
| Competitie        | Aantal           | Jaren            |                  |                  |
| Independiente DV  | Independiente DV | Independiente DV | Independiente DV | Independiente DV |
| ----------------- | ---------------- | ---------------- | ---------------- | ---------------- |
| Copa Sudamericana | 1x               | 2019             |                  |                  |
| KRC Genk          |                  |                  |                  |                  |
| Beker van België  | 1×               | 2020/21          |                  |                  |

1 Van Crombrugge ·
2 Pierre ·
3 Mujaid ·
6 Smets ·
7 Bonsu Baah ·
8 Heynen  ·
9 Oh ·
11 Oyen ·
14 Sor ·
15 Claes ·
17 Hrošovský ·
18 Kayembe ·
19 Medina ·
20 Karetsas ·
21 Bangoura ·
22 Manguelle ·
23 Steuckers ·
24 Sattlberger ·
27 Nkuba ·
32 Adedeji-Sternberg ·
34 Palacios ·
39 Penders ·
44 Kongolo ·
51 Brughmans ·
77 El Ouahdi ·
99 Tolu ·
Coach: Fink
1 Galíndez ·
2 Torres ·
3 Hincapié ·
4 Arboleda ·
5 Cifuentes ·
6 Pacho ·
7 Estupiñán ·
8 Gruezo ·
9 Preciado ·
10 Ibarra ·
11 Estrada ·
12 Ramírez ·
13 Valencia  ·
14 Arreaga ·
15 Mena ·
16 Sarmiento ·
17 Preciado ·
18 Palacios ·
19 Plata ·
20 Méndez ·
21 Franco ·
22 Domínguez ·
23 Caicedo ·
24 Reasco ·
25 Porozo ·
26 Rodríguez ·
Coach: Alfaro